# Pachypappa tremulae
Pachypappa tremulae är en insektsart som först beskrevs av Carl von Linné 1761. Enligt Catalogue of Life ingår Pachypappa tremulae i släktet Pachypappa och familjen långrörsbladlöss, men enligt Dyntaxa är tillhörigheten istället släktet Pachypappa och familjen pungbladlöss. Arten är reproducerande i Sverige. Inga underarter finns listade i Catalogue of Life.